# USS Providence (SSN-719)
Lo USS Providence (hull classification symbol SSN-719) è stato un sottomarino nucleare di classe Los Angeles, quinta nave della Marina degli Stati Uniti a prendere il nome dalla città di Providence, Rhode Island.
Il contratto di costruzione venne assegnato alla divisione Electric Boat della General Dynamics Corporation di Groton (Connecticut) il 19 aprile 1979 e l'impostazione della chiglia avvenne il 14 ottobre 1982. Il varo avvenne il 4 agosto 1984 sotto il patrocinio del signor William F. Smith.

## Storia
Lo USS Providence entrò in servizio il 27 luglio 1985 con i capitano Emil D. Morrow in comando.
Il Providence fu il primo sottomarino di classe Los Angeles ad essere equipaggiato con il sistema di lancio verticale dei missili Tomahawk (VLS). Mentre altri utilizzavano test box e programmi, il Providence fu il primo sottomarino a lanciare un missile da crociera Tomahawk dal sistema VLS utilizzando il suo sistema di combattimento CCS MK1 e il software associato Programma C4.1.
Il 2 febbraio 1987 lo USS Providence partì da Groton, nel Connecticut, per il suo primo dispiegamento nell'Area di Responsabilità (AoR) della Sesta Flotta degli Stati Uniti. Il 20 marzo, il Providence arrivò alla base sottomarina di Holy Loch, in Scozia, per una breve sosta in porto per sostituire pezzo guastatosi dopo aver partecipato a un'esercitazione multinazionale di guerra anti-sottomarino (ASWEX) 2-87. In seguito, il 28 marzo, fece una breve sosta a Gibilterra. Il 31 marzo, il sottomarino d'attacco di classe Los Angeles entrò a La Maddalena, in Italia, per uno scalo in porto di nove giorni per ottenere servizi di supporto dalla USS Orion. Successivamente fece scalo a Napoli, dal 10 al 13 aprile, prima di ritornare a La Maddalena dal 26 maggio al 14 giugno per eseguire un ciclo di manutenzione. Il 19 giugno, il Providence entrò nella baia di Augusta, in Sicilia, per uno scalo in porto di due giorni. Il 24 giugno lo USS Providence ormeggiò accanto alla USS William V. Pratt per una visita al porto di cinque giorni a Cartagena, Spagna. In seguito eseguì un'ulteriore sosta a Napoli il 1 luglio per poi tornare ancora a La Maddalena, dal 2 al 10 luglio, per eseguire un altro ciclo di manutenzione. Il 21 luglio, lo USS Providence tornò al porto di origine dopo un dispiegamento di cinque mesi e mezzo.
Nel 1988 il Providence vinse il Tomahawk Strike Derby con un tempo di 5 secondi.
Il 5 gennaio 1995 lo USS Providence lasciò Groton per uno schieramento programmato nell'AoR della 6ª flotta degli Stati Uniti. l'11 febbraio il sottomarino d'attacco classe Los Angeles entrò nella base navale di Tolone per una visita di quattro giorni in Francia. Successivamente fece scalo a Napoli dal 17 al 20 febbraio. Il 21 febbraio, il Providence arrivò a La Maddalena per uno scalo in porto di nove giorni per ottenere servizi di supporto dalla USS Simon Lake. Dopo aver fatto scalo dal 6 all'11 marzo nella Baia di Suda, in Grecia arrivò a La Maddalena dal 19 al 28 aprile per eseguire un ciclo di manutenzione. Dal 3 all'8 maggio il sottomarino fece scalo a Inport Brest, in Francia. Infine il 26 maggio 1995 lo USS Providence tornò alla base sottomarina navale di New London dopo un dispiegamento di quasi cinque mesi.
Il Providence partecipò all'operazione Southern Watch, all'operazione Enduring Freedom e all'operazione Iraqi Freedom, dove si è guadagnato il soprannome di "Grande cane del branco di lupi del Mar Rosso (Big dog of the Red Sea wolf pack)".

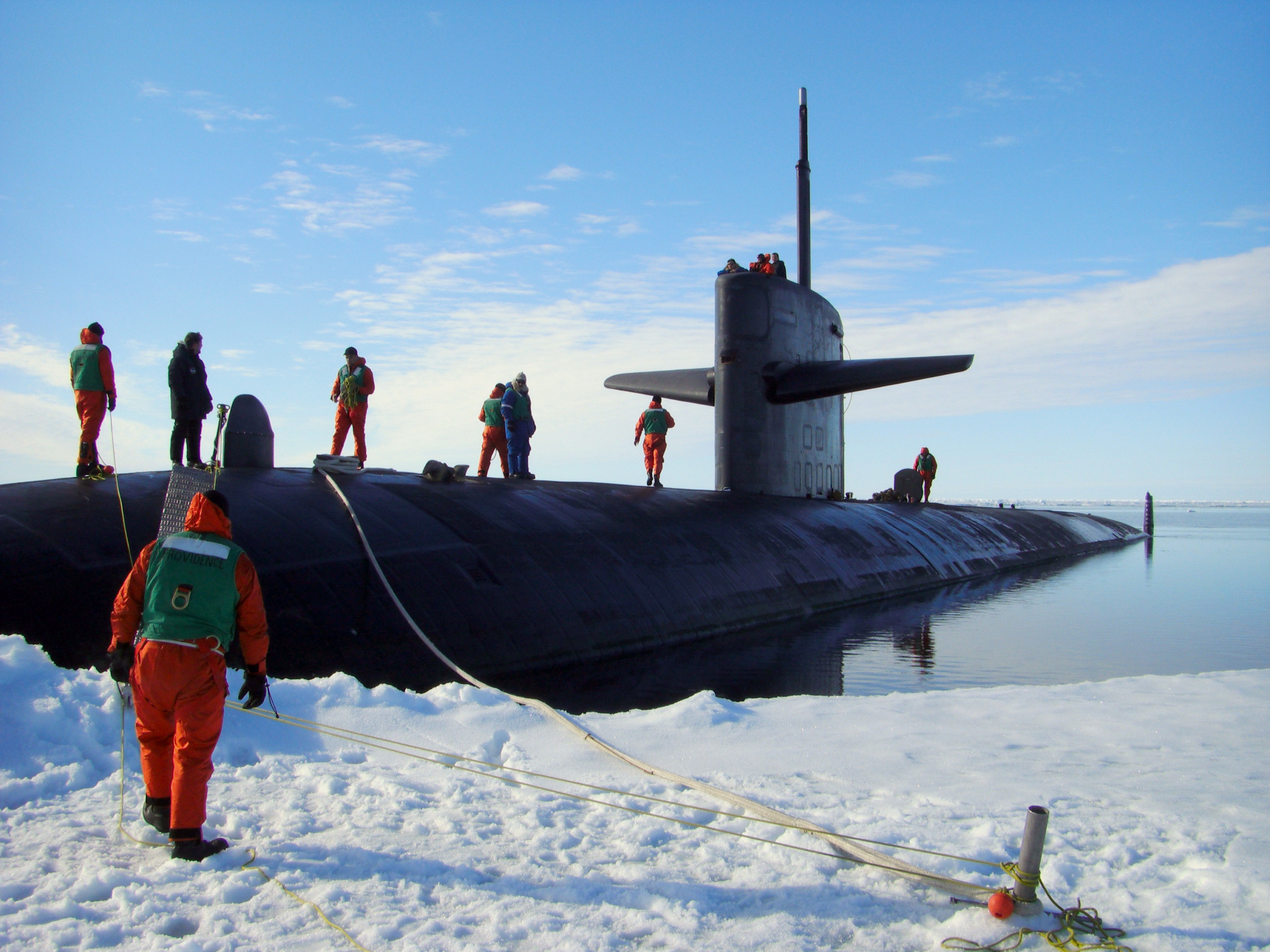
Il Providence nel ghiaccio artico, 1º luglio 2008

Nel 2008 il Providence completò un altro dispiegamento nell'Oceano Pacifico occidentale, solo che questa volta prese una rotta settentrionale, transitando con successo sotto la calotta glaciale artica. Il 1º luglio 2008 emerse al Polo Nord per commemorare il cinquantesimo anniversario della storica impresa dello USS Nautilus nel 1958.
Lo USS Providence fu il vincitrice dell'Arleigh Burke Award 2008 per le superiori prestazioni nell'efficienza in battaglia. Il Providence guadagnò ancora una volta il Battle Efficiency 2008-2009 "E" per il COMSUBRON 2.
Il 19 marzo 2011, il Providence lanciò missili da crociera Tomahawk contro le difese aeree libiche come parte dell'operazione Odyssey Dawn.
Il 10 agosto 2012 lo USS Providence partì da Groton per uno schieramento programmato. Il 19 marzo 2013 il Providence tornò alla base navale di New London dopo più di sette mesi di impiego nell'AoR della 5ª e della 6ª flotta degli Stati Uniti. Durante il dispiegamento percore più di 38.400 miglia nautiche e fece scalo nei porti di Haifa, in Israele; Manama, in Bahrein; Jebel Ali, negli Emirati Arabi Uniti; e Rota, in Spagna.
L'11 settembre 2020, lo USS Providence lasciò Groton per uno schieramento programmato nel Pacifico occidentale. Il 28 ottobre, il sottomarino fece un breve scalo a Yokosuka, in Giappone, ormeggiando all'ormeggio 13S. Il 5 novembre tornò a Yokosuka per eseguire un trasferimento del personale. Il 27 marzo 2021 il Providence effettuò una breve sosta a Groton per imbarcare il personale del Nuclear Propulsion Examination Board (NPEB) per l'Operational Reactor Safeguards Examination (ORSE). Successivamente fece una ulteriore breve sosta alla stazione navale di Norfolk il 30 marzo. Il 1 aprile, lo USS Providence tornò alla base sottomarina navale di New London dopo un dispiegamento di quasi sette mesi.
Con il disarmo dello USS Bremerton il 21 maggio 2021, il Providence diventò il più vecchio sottomarino attivo di classe Los Angeles della flotta statunitense. Fu quindi assegnato al Submarine Squadron 12 presso la base sottomarina navale statunitense di New London, Groton, Connecticut.

## Destino finale
Il 20 agosto 2021, si è tenuta una cerimonia di cambio del porto di origine presso la base sottomarina navale di New London, a Groton, nel Connecticut. Il Providence fu poi trasferito alla base navale di Kitsap a Bremerton, Washington, per lo smantellamento dopo 37 anni di servizio. Il Providence venne ufficialmente posto in stato di riserva, inattivato ma in servizio il 2 dicembre 2021. Il sottomarino è stato ufficialmente dismesso il 15 agosto 2022 (sebbene sia stato dismesso il 22 agosto 2022 nel registro delle navi navali) e il 1 settembre 2022 si tenne la cerimonia di dismissione del Providence.

## Comandanti
Lista di comandanti dell'USS Providence e relativa data di assunzione del comando:
1. Capitano Emil David Morrow: 27 luglio 1985;
2. Comandante Terrence Norbert Tehan: 11 ottobre 1985;
3. Comandante Glennon Lambert Sieve: 15 novembre 1988;
4. Comandante David Michael McCall: 9 ottobre 1991;
5. Comandante John Anthony Halsema: 25 febbraio 1994;
6. Comandante Richard Allan Medley: 8 novembre 1996;
7. Comandante Scott B. Bawden: 11 marzo 1999;
8. Comandante Jonathan Hideo Kan: 21 dicembre 2001;
9. Comandante David Gary Fry: 17 settembre 2004;
10. Comandante Michael Paul Holland: 3 maggio 2006;
11. Comandante Raymond Anthony J. Gabriel: 6 febbraio 2009;
12. Comandante Michael G. Quan: 28 marzo 2011;
13. Comandante Anthony "Tony" Stuart Grayson: 21 agosto 2013;
14. Comandante Jason D. Grizzle: 13 febbraio 2016;

## Riconoscimenti
|                                                                       |  |                                           |  |                                                         |
| Bronze star · Bronze star · Bronze star · Template:Ribbon devices/alt |  | Silver star · Template:Ribbon devices/alt |  | Bronze star · Bronze star · Template:Ribbon devices/alt |
| Bronze star · Bronze star · Bronze star · Template:Ribbon devices/alt |  | Bronze star · Template:Ribbon devices/alt |  | Bronze star · Bronze star · Template:Ribbon devices/alt |
| Template:Ribbon devices/alt                                           |  | Template:Ribbon devices/alt               |  | Template:Ribbon devices/alt                             |

## Nella cultura di massa
- Lo USS Providence appare nel romanzo di Tom Clancy del 1986 "Red Storm Rising", insieme ai sottomarini gemelli Boston e Chicago.